# Врубівник
Врубівни́к — пасажирська зупинна залізнична платформа Лиманської дирекції Донецької залізниці (з грудня 2014 р. Придніпровська залізниця) на лінії Рутченкове — Покровськ.
Розташована в селищі Острівське, Покровський район, Донецької області між станціями Красногорівка (11 км) та Роя (4 км).
Через військову агресію Росії на сході України транспортне сполучення припинене.
Зупинку Врубівник було обладнано після Другої світової війни біля селища Острівське на перегоні Гострий – Роя. Отримала найменування від назви місцевого радгоспу (700 га землі). Власне, врубівник – це професія шахтаря, який робив вруб – вузьку щілину між вугіллям і породою з метою полегшення відділення вугілля від масиву. Місцевість навколо селища в середині ХХ століття була відомою своїми шахтами (див. старі шахти Курахівки), то ж назва радгоспу, а з ним – і зупинки, - цілком закономірна.